# Marinestützpunkt Borkum

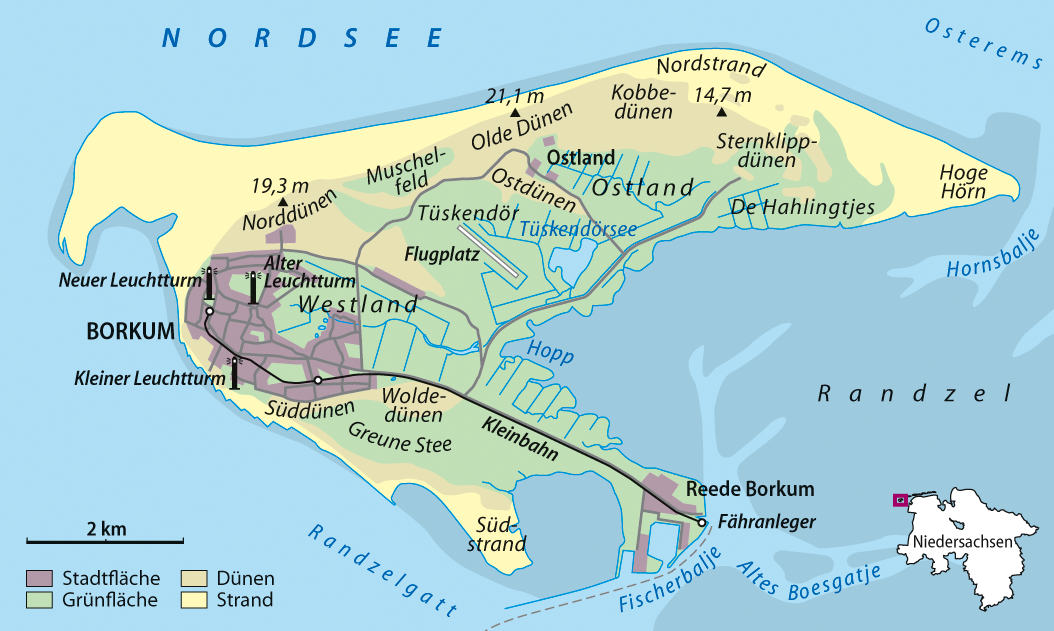
Lage des ehemaligen Marinestützpunkts Borkum an der Fischerbalje

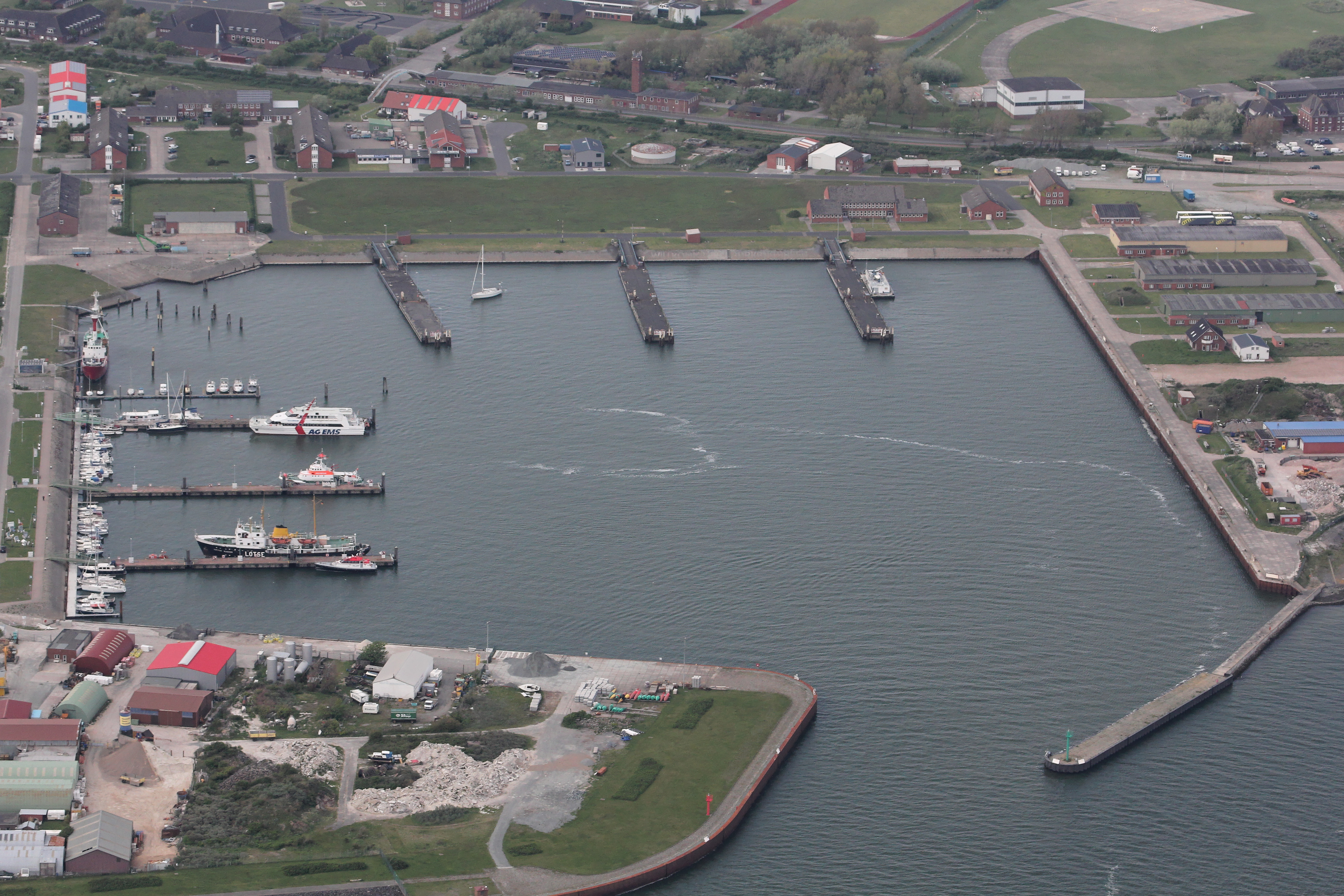
Der Hafen von Borkum mit den drei ehemaligen Marinepiers am oberen Bildrand und dahinter liegenden zugehörigen Gebäuden

Der Marinestützpunkt Borkum war ein Stützpunkt der Bundesmarine auf der Insel Borkum, der von 1957 bis 1996 bestand.

## Aufgaben, Organisation und Unterstellung
Der Marinestützpunkt Borkum wurde durch das 1957 aufgestellte Marinestützpunktkommando Borkum geführt, das truppendienstlich dem Marineabschnittskommando Nordsee unterstellt war. Erster Kommandeur war bis April 1957 der Korvettenkapitän Karl-Heinz Göpffarth. Von 1967 bis 1974 unterstand es der Marinedivision Nordsee, anschließend dem neu aufgestellten Marineabschnittskommando Nordsee.
Am 1. April 1962 wurde der zuvor zum Marinestützpunktkommando Wilhelmshaven gehörende Stützpunkt Emden dem Marinestützpunkt Borkum als Außenstelle unterstellt. Am 1. Oktober 1966 wurde die Marinesanitätsstaffel Borkum aufgestellt und dem Stützpunktkommando truppendienstlich unterstellt.
Dem Marinestützpunkt oblag die Versorgung aller zum Stützpunktbereich gehörenden Kommandos und Einrichtungen und aller den Stützpunkt anlaufenden schwimmenden Einheiten. Dafür verfügte er über Liegeplätze, schwimmende, ortsfeste und fahrbare Versorgungsorgane, Reparaturanlagen und eine Sanitätsstaffel.
Am 1. Oktober 1986 wurde das Marinestützpunktkommando Borkum aufgelöst und der Stützpunkt dem neu aufgestellten Marinestützpunktkommando Emden unterstellt. Nach Abzug der dort stationierten Marinestellen wurde der Stützpunkt zum 30. Juni 1996 aufgelöst. Die Hafenanlagen gingen in zivile Nutzung über. Die SAR-Außenstelle besteht fort, wird jedoch nur bei Bedarf besetzt.

## Unterstützte Verbände und Einheiten

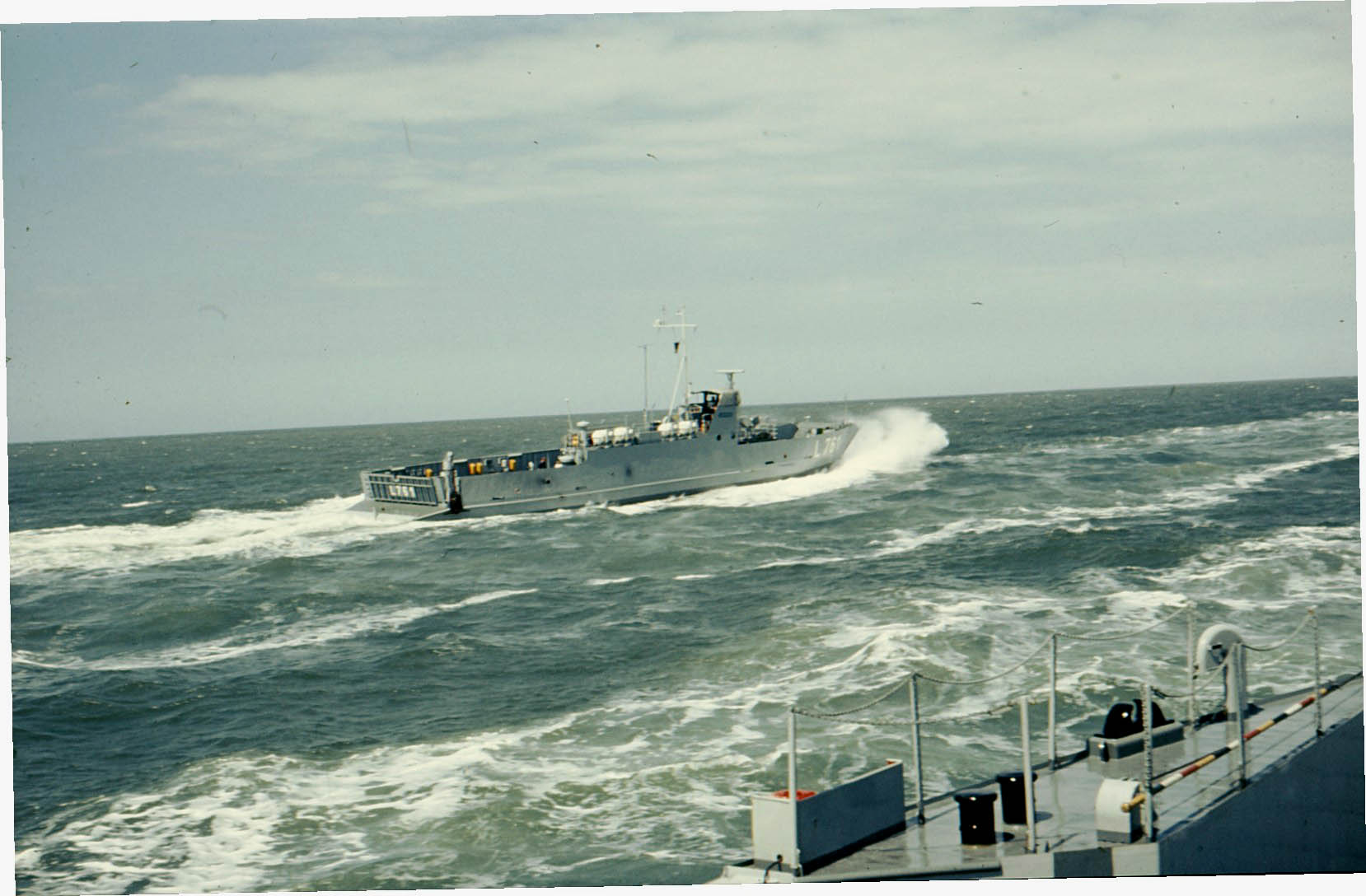
20 Mehrzwecklandungsboote der Klasse 520 waren in Borkum stationiert

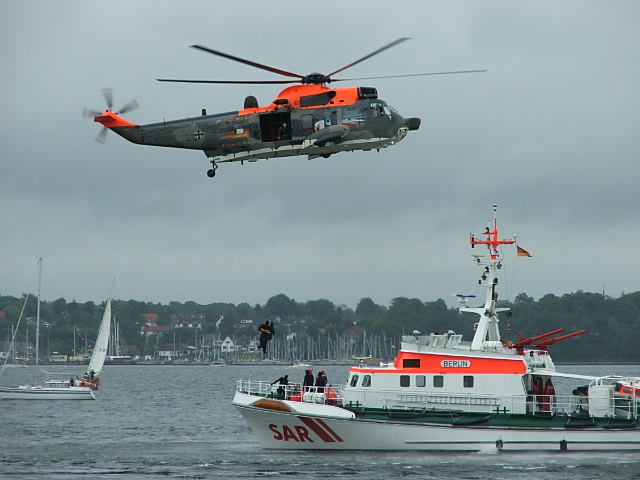
Ein SAR-Hubschrauber vom Typ SeaKing, wie er bei der SAR-Außenstelle Borkum eingesetzt wird

Im Stützpunkt und im Standortbereich Borkum waren eine Anzahl wechselnder Marineverbände und Einheiten stationiert, die durch den Stützpunkt unterstützt wurden, nicht jedoch dem Marinestützpunktkommando unterstanden.
Dazu gehörten vor allem Teile der Amphibischen Gruppe:
- 2. Landungsgeschwader (1958–1968)
- Küstenumschlag-Bataillon 2 (1960 in Borkum aufgestellt und noch im selben Jahr nach Emden verlegt)
- Strandmeisterkompanie (1965–1972)
- Schwere Amphibische Transportkompanie 2 (1965–1969)
- 1. Landungsgeschwader (1968–1977)

Außerdem waren in Borkum stationiert:
- 8. Minensuchgeschwader (1962–1963)
- Seemannschaftslehrgruppe (1969–1996)
- Marinefliegergeschwader 5 – Außenstelle Borkum als SAR-Stützpunkt (seit 1964)